# Släktband
Släktband är ett radioprogram i Sveriges Radio P1 som hade premiär den 7 november 2004. Programledare är Gunilla Nordlund och reporter Elisabeth Renström. 
Programmet är Sveriges Radios första program om släktforskning. Släktband använder sig av såväl moderna hjälpmedel som vedertagna för att efterforska sin släkt, och fokuserar på enskilda släkter och livsöden för att beskriva hur det kan gå till i praktiken.

## Några ämnen
- Efternamn och släktnamn var inslag i programmet som sändes den 26 mars 2007.[2]